# 纳博讷站
纳博讷站，是法国的一个铁路车站，位于法国南部城市纳博讷，是该市境内唯一的客运火车站，也是法国南部重要的铁路枢纽之一。

## 车站结构
纳博讷站位于纳博讷市区北部，距离纳博讷市政府（Mairie）大约500米。车站大致呈东北-西南走向，开口朝东南。站前为广场和公交车站，其南侧有大型的露天停车场；站内则有人口售票窗口、自动售票机、自动售货机以及一个小型的候车室。

## 车站历史
- 1857年，纳博讷站建成。
- 1935年，纳博讷—图卢兹段的铁路完成了电气化改造。
- 1981年，第一列TGV列车驶进纳博讷站。
- 2015年，途径纳博讷站的巴黎—塞尔贝尔的城际列车取消。

## 战略地位
尽管纳博讷站只有三个方向的铁路，但其枢纽地位在法国铁路系统当中举足轻重。纳博讷站是法国前往加泰罗尼亚地区的唯一铁路通道，也是连接法国东南和西南的必经之路。
由于前往图卢兹和前往佩皮尼昂方向的铁路均由纳博讷站的西南方向引出，因此连接这两个方向的列车若要停靠纳博讷站，则必须在纳博讷站的站内进行换向，而由于这两个方向的列车密度都很大，基本上已实现的公交化运营，因此事实上SNCF并没有开行在纳博讷站换向的图定列车。现有的"图卢兹—巴塞罗那"AVE列车（季节性运行）以及运行这一线的货运列车通过纳博讷站南侧的联络线而实现转向的目的。

## 停靠线路
以下列车线路在纳博讷站停靠：
| 纳博讷站列车线路表                                     |              |                        |                        |              |
| 线路                                                   | 车种         | 上一站                 | 下一站                 | 大致运行频率 |
| 巴黎/里昂—佩皮尼昂/巴塞罗那                            | TGV          | 贝济耶                 | 佩皮尼昂               | 每天8趟左右  |
| 马赛—马德里                                            | AVE(RENFE)   | 贝济耶                 | 佩皮尼昂               | 每天1趟      |
| 布鲁塞尔/里尔—佩皮尼昂                                 | TGV          | 贝济耶                 | 佩皮尼昂               | 每周2趟左右  |
| 图卢兹—里昂                                            | TGV          | 图卢兹/卡尔卡松        | 贝济耶                 | 每天3趟左右  |
| 波尔多/图卢兹—马赛                                     | INTERCITÉS   | 卡尔卡松               | 贝济耶                 | 每天3~5趟    |
| 阿维尼翁/尼姆/蒙彼利埃/纳博讷—佩皮尼昂/塞尔贝尔/波尔布 | 法国大区列车 | 贝济耶/库尔桑/（起点） | 新港                   | 每天15趟左右 |
| 图卢兹/卡尔卡松—纳博讷—蒙彼利埃/尼姆/阿维尼翁          | 法国大区列车 | 雷济尼昂/（起点）      | （终点）/库尔桑/贝济耶 | 每天5趟左右  |
| 马赛—纳博讷/佩皮尼昂/塞尔贝尔/波尔布                   | 法国大区列车 | 贝济耶/库尔桑          | （终点）/新港          | 每天4趟左右  |
| 1.                                                     |              |                        |                        |              |

## 配套交通

### 大巴车
纳博讷站对应的大巴车上下车地点为纳博讷汽车站（Gare routière），位于纳博讷站的南侧。
| 停靠纳博讷的大巴车 |                                                  |                                                                        |
| 上下车地点         | 运营单位                                         | 主要目的地                                                             |
| 纳博讷站门口       | Eurolines                                        | 圣戈当斯、奥尔泰兹、圣艾蒂安、普罗旺斯地区艾克斯、戛纳、尼斯           |
| 纳博讷站门口       | Flixbus                                          | 波尔多、图卢兹、尼姆、普罗旺斯地区艾克斯、戛纳、尼斯                   |
| 纳博讷站门口       | Isilines                                         | 巴黎、奥尔良、克莱蒙费朗、波尔多、图卢兹、尼姆、瓦朗斯、里昂           |
| 纳博讷站门口       | 奥布省城际客运 Audelignes （页面存档备份，存于） | 佩皮厄、卡尔卡松、布特纳克、蒂尚、穆图梅、拉格拉斯                     |
| 纳博讷站门口       | SNCF CAR TER                                     | （当某条铁路线施工或罢工时，SNCF可能会提供途径该线路沿途站点的大巴车） |
| 1. 2. 3.           |                                                  |                                                                        |

### 市内交通
| 纳博讷站附近的市内公共交通线路 |                    |                  |
| 公交车站名称                   | 位置               | 停靠线路         |
| Gare SNCF/Gare Carnot          | 纳博讷站前广场南侧 | 公交C线          |
| Gare Condorcet                 | 纳博讷站正前方     | 公交B、C、D、E线 |
| 1.                             |                    |                  |

## 临近车站
| 纳博讷站（Gare de Narbonne）   |                    |          |
| 上行车站                       | 线路               | 下行车站 |
| 雷济尼昂站                     | 波尔多－塞特铁路   | 库尔桑站 |
| （起点）                       | 纳博讷－波尔布铁路 | 新港站   |
| - 本表仅显示运营中的线路及车站 |                    |          |